# Edyta Górniak
Edyta Anna Górniak (Ziębice, 1972. november 14. –) lengyel énekesnő. Különösen ismert Németországban, Ausztriában és Svájcban.

## Élete

### Kezdetek
Gyermekkorától foglalkozik énekléssel. A nyilvánosság előtt először 16 évesen, 1989-ben tűnt fel, a Lengyel Televízió (TVP) egyik tehetségkutató műsorában, amit – Sam Brown egyik slágerével, a Stop című dallal – meg is nyert. 1990-ben részt vett az Opolei Lengyel Dalfesztiválon, ami már komolyabb elismerést jelentett a számára. A következő három évben az egyik legnépszerűbb és legtöbbet előadott lengyel musicalnek, a Metro-nak volt az egyik szereplője. 1993-ban megnyerte a Baltikumi Dalversenyt.

### Eurovíziós Dalversenyen
1994-ben ő volt az első lengyel énekes, aki az Eurovíziós Dalfesztiválon részt vett. Második lett a To nie ja (Ez nem én vagyok) című dalával, amellyel egyben történelmet írt, ugyanis addig sosem fordult elő e fesztiválok történetében, hogy egy ország a  debütálásának évében rögtön második helyezést érjen el a versenyen. A dalban egyébként Edyta arról énekelt, hogy ő nem a bibliai Éva, akit meg kell vetni, hanem azért van, hogy szeretve legyen. A zsűri által megtekintett próbán azonban eleinte még úgy tűnt: Edytát kizárhatják a versenyből – dalát ugyanis angol nyelven énekelte el, ami akkor még szemben állt a verseny hatályos szabályaival. Eredményével ő hozta az eddigi legjobb lengyel szereplést a dalversenyen.   A dal megjelent Once in a lifetime címmel angolul is.
Még abban az évben leszerződött az EMI Music Polandnál, ahol elkészítette első lemezét, Dotyk (Érintés) címmel. Az albumból 5 millió darab kelt el a lengyel piacon, emellett a Jestem kobietą (Nő vagyok) című dala is máig az egyik legnépszerűbb dala lett.

## Albumai
nemzetközi albumok
- Kiss Me, Feel Me 1997
- Live '99 1999
- Invisible 2003

lengyel lemezek
- Dotyk 1995
- Perla 2002
- Dotyk- Złota Kolekcja 2004
- Edyta Górniak- Dyskografia 2006
- E·K·G 2007
- Zakochaj się na Święta w kolędach 2008
- My 2012